# Санта-Лусия (Сан-Паулу)
Санта-Лусия (порт. Santa Lúcia)  —  муниципалитет в Бразилии, входит в штат Сан-Паулу. Составная часть мезорегиона Араракара. Входит в экономико-статистический  микрорегион Араракуара. Население составляет 9013 человека на 2006 год. Занимает площадь 152,314 км². Плотность населения — 59,2 чел./км².
Праздник города —  19 декабря.

## История
Город основан 4 апреля 1911 года.

## Статистика
- Валовой внутренний продукт на 2003 составляет 71.405.626,00 реалов (данные: Бразильский институт географии и статистики).
- Валовой внутренний продукт на душу населения на 2003 составляет 8.419,48 реалов (данные: Бразильский институт географии и статистики).
- Индекс развития человеческого потенциала на 2000 составляет 0,782  (данные: Программа развития ООН).

## География
Климат местности: горный тропический. В соответствии с классификацией Кёппена, климат относится к категории Cwa.